# Dercynus
Dercynus är ett släkte av skalbaggar. Dercynus ingår i familjen vivlar.
Kladogram enligt Catalogue of Life:
| Dercynus | \| \| Dercynus micronyx \| \| \| \| |
|          | \| \| Dercynus micronyx \| \| \| \| |
|          | Dercynus micronyx                   |
|          |                                     |